# Febeliano da Costa
Cherubi Febeliano da Costa foi Primeiro Intendente (cargo equivalente ao prefeito) da Câmara Municipal na República Velha do município de Porto Alegre no Rio Grande do Sul, no período de 15 de outubro de 1896 até 15 de março de 1897. Como Primeiro Intendente possuía poderes de legislar juntamente com os vereadores. Extinguiu a Guarda Municipal e o Corpo de Fiscais em 17 de novembro de 1896.